# Parupeneus nansen
Parupeneus nansen is een straalvinnige vissensoort uit de familie van de zeebarbelen (Mullidae). De wetenschappelijke naam van de soort is voor het eerst geldig gepubliceerd in 2009 door Randall & Heemstra.